# Лісництво (Калузька область)
Лісництво (рос. Лесничество) — село в Малоярославецькому районі Калузької області Російської Федерації.
Населення становить 59 осіб. Входить до складу муніципального утворення Село Маклино.

## Історія
Від 2004 року входить до складу муніципального утворення Село Маклино.

## Населення
| 2002 | 2010 |
| ---- | ---- |
| 36   | ↗59  |